# Fantastiska vidunder: Grindelwalds brott
Fantastiska vidunder: Grindelwalds brott (originaltitel: Fantastic Beasts: The Crimes of Grindelwald) är en brittisk-amerikansk fantasyfilm i regi av David Yates. Filmen är uppföljaren till Fantastiska vidunder och var man hittar dem och hade  biopremiär i Sverige den 14 november 2018. Huvudrollsinnehavare är Eddie Redmayne, Katherine Waterston, Dan Fogler, Alison Sudol, Ezra Miller, Johnny Depp, Jude Law, Zoë Kravitz, Callum Turner och Claudia Kim.